# Dženan Bureković
Dženan Bureković (Zenica, 1995. május 29. –) bosnyák utánpótlás-válogatott labdarúgó, a Čelik Zenica hátvédje.

## Pályafutása
Bureković a Čelik Zenica akadémiáján kezdett el futballozni, majd bemutatkozhatott a felnőtt csapatban is, amelynek közel négy évig volt tagja. 2016 és 2018 között a Vojvodina játékosa volt. 2018-ban az Újpest szerződtette.

## Sikerei, díjai
Čelik Zenica
- Bosnyák kupa-döntős: 2013-14

Vojvodina
- Szerb bajnokság bronzérmes: 2016-17